# Steins;Gate: My Darling's Embrace
Steins;Gate: My Darling's Embrace (STEINS;GATE 比翼恋理のだーりん?, Steins;Gate hiyoku renri no dārin) è una visual novel giapponese, spin-off di Steins;Gate, pubblicata il 16 giugno 2011 per Xbox 360.
L'edizione internazionale in lingua inglese è stata pubblicata il 10 dicembre 2019 per Microsoft Windows, Nintendo Switch e PlayStation 4.